# Escuela Agrícola Panamericana
La Escuela Agrícola Panamericana conocida también como Universidad de El Zamorano es una institución internacional de estudios superiores, sin fines de lucro, especializada en el agro, situada en el municipio de San Antonio de Oriente, departamento Francisco Morazán, Honduras.

## Historia
La Universidad Zamorano, fue fundada en 1941 por Samuel Zemurray (1877-1961), un estadounidense nacido en Rusia, quien fue presidente de la United Fruit Company. El Sr. Zemurray se estableció en la región para explotar la producción bananera de la misma, y para ello era necesario contar con un centro educativo con una alta calidad en la enseñanza en agricultura, el cual sirviera como centro de desarrollo, práctica y experimentación de nuevos descubrimientos en esta rama, encaminados a mejorar la producción y por ende la rentabilidad de sus monopolios bananeros. Este centro se dedicó también a la formación de varios jóvenes de toda la región para que estos posteriormente pasasen a ser parte de la planta laboral de su negocios, especialmente en lo referente a la explotación bananera y para llevar a cabo el sueño, reclutó al Doctor Wilson Popenoe, un conocido botánico y horticultor de la época; que tenía una amplia experiencia en la región, y que organizó el famoso Jardín Botánico Lancetilla en Honduras.
Popenoe viajó durante varias semanas en 1941, explorando tierras altas de América Central para desarrollar el proyecto. Por último, escogió un terreno de aproximadamente 15 km² en el Valle del Río Yeguare, a unos 30 km de la capital de Honduras. Popularmente se conoce que el nombre Zamorano se deriva de la finca en donde se construyó la Escuela Agrícola Panamericana, la cual era propiedad de una familia originaria de la provincia de Zamora, España.
La construcción de la escuela se inició a finales de 1941. El Dr. Popenoe se convirtió en el director fundador de la nueva institución y duró en el puesto hasta 1957. Desde entonces, la pequeña escuela ha crecido hasta convertirse en lo que es hoy un centro académico al servicio de las Américas.

## Carreras académicas
Zamorano cuenta con una formación integral profesional basada en cinco pilares los cuales corresponden a excelencia académica, emprendedurismo, panamericanismo, aprender haciendo, y formación de carácter; ofreciendo cuatro carreras que están basadas en toda la cadena de valor existente en la industria de producción agrícola. Los cuatro programas académicos son optativos por cada estudiante al finalizar su segundo año de estudio de tronco común. 
- Administración de Agronegocios
- Agroindustria Alimentaría
- Agronomía
- Ambiente y Desarrollo

A partir de agosto del 2018, Zamorano comenzó estudios en el grado de Maestría en ciencias, graduando la primera promoción en agosto del 2020 con el título de Maestría en Agricultura Tropical Sostenible.

## Campus
Zamorano se encuentra en un campus de gran belleza natural, coloridos jardines y con una singular arquitectura. La propiedad se encuentra en unos 1700 ha incluidos los bosques naturales y dos microcuencas, grandes zonas productivas, muchos lugares para la recreación y diversos edificios. Hay áreas verdes, senderos y lagunas que albergan numerosas especies silvestres que han encontrado refugio natural en el campus de Zamorano. Muchas son las aves migratorias que comparten estos espacios durante ciertas épocas del año.
Zamorano tiene espacios de acogida a las especies que son nativas de la región o exóticas procedentes de todo el mundo. Gracias a su larga y distinguida tradición en la investigación en ciencias biológicas, Zamorano cuenta en la actualidad con herbarios que también ayudan a la enseñanza educativa. El herbario Paul Standley alberga cerca de 300.000 especímenes clasificados de Mesoamérica que están disponibles para la formación académica de los estudiantes. Tiene una colección de 200.000 ejemplares de plagas e insectos beneficiosos, de los cuales muchos son el resultado de la investigación realizada por los especialistas de Zamorano y de las contribuciones de los estudiantes.
El campus acoge a más de 1200 estudiantes residentes durante once meses cada año. Una superficie de veinte hectáreas está reservada para los dormitorios y siete hectáreas se utilizan para diversos aspectos culturales y deportivos.

## Biblioteca
Zamorano cuenta con la Biblioteca Wilson Popenoe, la cual posee diversos libros para la educación de los estudiantes, más de 18.000 libros especializados, 6500 folletos técnicos, el acceso a bases de datos en línea en todo el mundo, documentos digitales y un número considerable de revistas.
Los servicios de biblioteca son utilizados por profesores y estudiantes que viven y residen dentro del campus y por visitantes ocasionales.

## Publicaciones
- Ceiba es la revista oficial científica, impresa dos veces por año, esta es intercambiada con institutos de investigación y otras universidades que tienen similares publicaciones a nivel internacional.
- La Zeta, el periódico de los estudiantes de la universidad se publicó hace unos años con una edición semanal. Se han hecho algunos esfuerzos para que esté de nuevo en circulación, pero esto no se ha logrado todavía.
- El Informe Anual es el informe, que se publica cada año y se centra en las actividades de ese año. Se muestra una breve descripción de todas las actividades en las que Zamorano ha participado en todo el año.
- Los Perfiles de las Clases, es el anuario de la universidad, que se publica cada año y se centra en la clase graduada de ese año. Se muestra un breve perfil de cada graduando, sus intereses, sus proyectos y experiencias afines.

## Empresas universitarias
Las Empresas Universitarias de Zamorano son unidades de producción, transformación y comercialización donde los estudiantes realizan su programa de Aprender Haciendo. Este programa es parte integral de la formación del estudiante y exige dedicación de medio tiempo, estando el otro medio tiempo dedicado a sus estudios.
Las Empresas Universitarias proveen los recursos físicos y crean el ambiente real de empresa y de negocios donde el estudiante desarrolla habilidades, destrezas y conocimiento deductivo que lo preparan para su vida profesional. Las Empresas Universitarias son el laboratorio vivo donde el estudiante confronta lo aprendido en el aula de clase con el mundo real y, al hacerlo, mejora su proceso de aprendizaje. Este AH es uno de los pilares que sostienen la filosofía de Zamorano.
Las Empresas Universitarias están distribuidas en tres grandes grupos: agrícola, pecuario y plantas de procesamiento. Existe, además, una unidad de mercadeo y ventas en la que los estudiantes participan activamente, interactuando con los clientes y el mercado.
El grupo agrícola está formado por las unidades de Horticultura, Frutales, Forestales y Granos y Semillas.
El grupo pecuario incluye las unidades de Ganado Lechero, Ganado de Carne, Porcicultura y una unidad de soporte en Maquinaria Agrícola y Riego.

## Otra información
El famoso pintor hondureño, José Antonio Velásquez, considerado el primer pintor primitivista de América y el quinto en el mundo trabajó en Zamorano, y no como pintor, sino como barbero por muchos años. Sus talentos fueron descubiertos por la esposa de Wilson Popenoe quien impulsó al reconocimiento de sus pinturas a nivel nacional.

## En el mundo
Zamorano ha logrado importante relación con el gobierno, organizaciones no gubernamentales, organizaciones sin fines de lucro, y las grandes empresas multinacionales. Para apoyo a la educación integral y formación de los estudiantes.